# Кардифф-Куин Стрит
«Кардифф-Куин Стрит» (англ. Cardiff Queen Street railway station, валл. Caerdydd Heol y Frenhines) — главная станция «Долинных линий» в Кардиффе. По результатам 2010-11 финансового года является второй по загруженности станцией города после «Кардиффа-Центрального». Управляется железнодорожным оператором «Arriva Trains Wales».

## История
Открыта в 1840 г. «Железной дорогой Тафской долины» (Taff Vale Railway) и до 1887 г., когда станцию впервые серьёзно перестроили, носила название «Крокхёрбтаун» (Crockherbtown). Здесь располагался главный офис названной железной дороги. Станцию перестраивали ещё дважды: в 1907 и 1973 гг.

## Современное состояние и планы
Обслуживает все городские и пригородные поезда Кардиффа. В апреле 2013 г. планировалось начать очередную перестройку станции: возведение новых станционных строений и открытие ещё одной платформы, которая позволяла бы отправлять 16 поездов в час вместо 12, также изменение номеров на пяти платформах. Одновременно рассчитывали переделать «Кардифф-Центральный», что должно было привести к стилистическому единообразию кардиффских станций. Однако позже сроки были перенесены на 2015 г., и по состоянию 2021 г. год план не был реализован в полном объёме.